# Manehalo
Manehalo (Manehalu, Manahalu) ist eine osttimoresische Aldeia im Suco Madabeno (Verwaltungsamt Laulara, Gemeinde Aileu). 2015 lebten in der Aldeia 350 Menschen.

## Geographie und Einrichtungen
Die Aldeia Manehalo liegt im Südosten des Sucos Madabeno. Nördlich befindet sich die Aldeia Manufoni und westlich die Aldeias Desmanhata und Remapati. Im Süden grenzt Manehalo an den Suco Aissirimou und im Nordosten an den Suco Cotolau. Durch Manehalo führt von West nach Ost die Überlandstraße von Aileu und Maubisse im Süden und der Landeshauptstadt Dili im Norden. An ihr liegen die Dörfer Manehalo und Turiscai. Eine kleine Straße zweigt nach Norden in Richtung Manufoni ab. An ihr liegt der Weiler Lisimu.
In Manehalo stehen die Kapelle San Miguel und die Zentrale Grundschule (EBC) Bessilau. In Turiscai befindet sich das Hauptquartier der Partei KOTA.

## Politik
Bei den Kommunalwahlen in Osttimor 2009 wurde João de Oliveira zum Chefe de Aldeia gewählt. Die nächsten Wahlen fanden 2016 und 2023 statt.